# 熊本県薬剤師会
公益社団法人熊本県薬剤師会（こうえきしゃだんほうじんくまもとけんやくざいしかい、英称: Kumamoto Pharmaceutical Association）は、熊本県知事所管の熊本県の薬剤師を会員とする公益法人。

## 本部所在地
〒860-0832 熊本県熊本市中央区萩原町10番6号

## 郡市薬剤師会
- 熊本市薬剤師会
- 荒尾市支部
- 玉名郡市支部
- 鹿本郡市支部
- 菊池郡市支部
- 阿蘇郡市支部
- 上益城郡支部
- 宇城支部
- 八代市郡支部
- 人吉球磨支部
- 水俣・芦北支部
- 天草郡市支部